# Stenoproctus palpatus
Stenoproctus palpatus är en tvåvingeart som beskrevs av Smith 1969. Stenoproctus palpatus ingår i släktet Stenoproctus och familjen puckeldansflugor.
Artens utbredningsområde är Moçambique. Inga underarter finns listade i Catalogue of Life.